# Ivan Tedesco
Ivan Lee Tedesco, conegut com a Ivan Tedesco   (Albuquerque, 12 d'agost de 1981), és un antic pilot professional de motocròs nord-americà. Va competir als Campionats AMA entre el 2000 i el 2014 i en va guanyar un títol de motocròs i dos de supercross. A banda, va guanyar tres vegades el Motocross des Nations amb la selecció dels Estats Units.

## Biografia
Tedesco va començar a practicar el motocròs de petit amb el seu germà i els seus amics. Va córrer la seva primera cursa a nou anys i va esdevenir pilot professional de motocròs el 1999. Va començar la seva carrera amb Honda. El 2001 va acabar cinquè al campionat AMA de Supercross de 125cc de la Regió Oest. Va passar a córrer amb Yamaha el 2002 i va acabar tercer al mateix campionat.
La temporada del 2003 no va poder passar del desè lloc al campionat de Supercross de la Regió Est i un vuitè lloc al campionat de motocròs. Malgrat tot, el 2004 va poder entrar a l'equip de fàbrica de Kawasaki. Aquell any mateix va guanyar el campionat de Supercross de 125cc de la Regió Oest. Al campionat de motocròs va ser sisè. El 2005 va guanyar tres títols: Campió de motocròs de 125cc, Campió de Supercross de la Regió Oest de 125cc i guanyador per primer cop del Motocross des Nations amb l'equip nord-americà.
A partir de 2006, Tedesco va competir en la classe de 450cc amb Suzuki. Va quedar quart al campionat AMA de motocròs i va tornar a guanyar el Motocross des Nations. L'any 2007 no va passar del cinquè lloc. El 2008 va tornar a Honda, però no va aconseguir gaire bons resultats. La temporada 2009, però, va quedar tercer al campionat de motocròs i va guanyar el Motocross des Nations per tercera vegada. A partir del 2010 va córrer successivament per a Yamaha, Kawasaki i KTM, fins que el 2014 es va retirar de les competicions.

## Palmarès

### Títols per any
| Any  | Equip    | Campionat             | Classe       |
| ---- | -------- | --------------------- | ------------ |
| 2004 | Kawasaki | AMA Supercross        | Lites (West) |
| 2005 | Kawasaki | AMA Supercross        | Lites (West) |
| 2005 | Kawasaki | AMA Motocross         | 125cc        |
| 2005 | Kawasaki | Motocross des Nations | -            |
| 2006 | Suzuki   | Motocross des Nations | -            |
|      |          |                       |              |
| 2009 | Honda    | Motocross des Nations | -            |

### Resum
- 1 Campionat AMA de motocròs 125cc
- 2 Campionats AMA de Supercross Lites (West)
- 3 Motocross des Nations